# Teucholabis spinigera
Teucholabis spinigera är en tvåvingeart som beskrevs av Ignaz Rudolph Schiner 1868. Teucholabis spinigera ingår i släktet Teucholabis och familjen småharkrankar. Inga underarter finns listade i Catalogue of Life.